# Hokus pokus, Alfons Åberg!
Hokus pokus, Alfons Åberg! är en barnbok från 1987 av Gunilla Bergström. Den gavs ut på förlaget Rabén & Sjögren.
Boken finns inläst av Björn Gustafson, med musik av Georg Riedel. Boken blev till film 2013, se Hokus pokus Alfons Åberg.